# Kurt Heinz Welke
Kurt Heinz Welke (* 7. Oktober 1906 in Berlin als Kurt Bernhard Welke; † 30. November 1980 in Schopfheim) war ein deutscher Schauspieler und Theaterintendant.

## Leben und Wirken
Nach dem Schulabschluss nahm Welke eine kaufmännische Lehre auf. Ein Auftritt als Komparse weckte sein Interesse an der Schauspielkunst, er nahm privaten Schauspielunterricht. Seine Karriere als Schauspieler begann an der Volksbühne in Berlin, 1933 wechselte er an das Stadttheater nach Elbing. Im folgenden Jahr ging er an das Reußische Theater nach Gera, wo er bis Mai 1937 blieb. In den folgenden Sommermonaten trat er auf der Felsenbühne Rathen auf, wo er die Rolle des Schlucks in Gerhart Hauptmanns Schluck und Jau übernahm. Im Anschluss erhielt er eine Anstellung als jugendlicher Liebhaber am Theater des Volkes in Dresden. Weitere Stationen seiner Karriere waren Freiburg im Breisgau und Oldenburg. 1958 wurde er Spielleiter an den Städtischen Bühnen in Frankfurt am Main und 1961 Intendant an der Landesbühne Rhein-Main. 1965 wechselte er nach Baden-Baden und 1968 nach Cuxhaven. 1972 setzte er sich im Alter von 66 Jahren zur Ruhe.